# Jacinto Machado de Bittencourt
Jacinto Machado de Bittencourt (Florianópolis, Santa Catarina, 21 de julho de 1807 — Assunção, 4 de abril de 1869) foi um militar brasileiro, com a patente de brigadeiro.
Filho do major Camilo Machado de Bittencourt e Juliana Rosa de Jesus, casado com Ana Maurícia Da Silva Bittencourt e pai do marechal Carlos Machado de Bittencourt. Jacinto Machado de Bittencourt nasceu em Nossa Senhora do Desterro, atualmente conhecida por Florianópolis, no estado de Santa Catarina.
Iniciou a carreira militar como voluntário no 7º batalhão de caçadores do Exército brasileiro, em 5 de Abril de 1823, sendo reconhecido cadete de primeira classe e nesse mesmo dia foi promovido a alferes por decreto em 12 de outubro de 1827, iniciando assim sua vitoriosa carreira.
Desde alferes a brigadeiro, Jacinto Machado de Bittencourt mostrou seu valor militar nas campanhas em que participou como a Guerra da Cisplatina, Guerra dos Farrapos, Guerra da Tríplice Aliança, Batalha de Tuiuti e outras onde soube destacar-se diante do inimigo como um verdadeiro chefe que guiava seus comandados pela atitude e o exemplo.
Na Guerra do Paraguai substituiu o brigadeiro Antônio de Sampaio, após o mesmo ter sido ferido na Batalha de Tuiuti, no comando da 3ª Divisão. Jacinto Machado de Bittencourt faleceu no Paraguai, em consequência de uma hepatite, contraída nos campos de batalha.
O município de Jacinto Machado é assim denominado em honra ao brigadeiro. Em Florianópolis é lembrado pela denominação da Rua General Bittencourt. O 23º Batalhão de Infantaria, em Blumenau, leva seu nome e tem o escudo de sua família no Portal das Armas.